# 細川幸隆
細川幸隆（1571年—1607年12月19日）是日本安土桃山時代至江戶時代初期的武將。細川氏家臣。父親是細川藤孝（幽齋）。通稱與八郎。

## 生平
在元龜2年（1571年）出生，家中三男。最初成為僧人，在天正10年（1582年）3月於京都愛宕山下坊福壽院出家，法名是妙庵。天正11年（1583年），因為父親藤孝的命令而還俗，並返回細川家（『綿孝輯錄』、『細川家記』；不過在菩提寺妙庵寺中的『妙菴寺由緒』中記載是天正19年（1591年））。
慶長5年（1600年），在關原之戰中擔任投向東軍的兄長們的留守役，與父親一同守備丹後，在田邊城之戰中死守田邊城，與西軍戰鬥。
在兄長忠興於關原之戰中立下功績而拜領豐前國後，慶長8年（1603年）2月，被忠興賜予龍王城（現今大分縣宇佐市安心院町）而成為1萬石城主。另一方面，以刑部少輔的官職名為名，可知是父親讓予和泉上守護家的家督繼承人。
在慶長12年（1607年）死去。享年37歲。墓所在宇佐市安心院町的妙菴寺。